# Adam Struzik
Adam Krzysztof Struzik (Kutno, 1º gennaio 1957) è un politico e medico polacco, Maresciallo del Senato della Polonia dal 26 ottobre 1993 al 19 ottobre 1997.